# Wang Jian (Qin)
En aquest nom xinès, el cognom és Wang.
Wang Jian (xinès simplificat: 王翦, pinyin: Wǎng jiǎn) va ser un cap militar de l'estat de Qin en el període dels Regnes Combatents. Va néixer al Comtat de Guanzhong, ciutat de Pinyang, llogaret Dongxiang (ara com el nord-est de Fuping en la Província Shǎnxī).

## Assoliments
El va dirigir l'exèrcit de Qin que va ocupar Handan, la ciutat capital de l'estat de Zhao; i va derrotar els estats Yan, Zhao i Chu. Ell juntament amb Bai Qi, Lian Po i Li Mu fou nomenat com un de els 4 més prestigiosos generals en el període dels Regnes Combatents.

## Conquesta de Chu, 225-223 aEC
En el 225 aEC, només tres regnes (estats) romanien independents: Chu, Yan i Qi. Chu s'havia recuperat de manera significativa com per muntar una resistència seriosa després de la seva desastrosa derrota contra Qin en el 278 aEC i perdre la seva secular de capital de Ying (Jingzhou). Malgrat la seva grandària territorial, recursos i mà d'obra, l'errada fatal de Chu va ser en gran part del seu govern corrupte que majoritàriament va revocar la reforma estil legalista estil de Wu Qi fa 150 anys, quan Wu Qi va transformar Chu en l'estat més poderós amb una superfície de gairebé la meitat de tots els estats restants combinats. Irònicament, Wu Qi era del mateix estat (Wei) que Shang Yang, les reformes legalistes del qual van convertir Qin en una màquina de guerra invisible en aquesta etapa.
El Rei de Qin, Ying Zheng, va decidir finalment de derrotar a les restes de l'estat de Chu situats a Huaiyang. Segons el capítol de Shiji sobre els grans generals dels Regnes Combatents, Ying Zheng primer va demanar al seu gran general Wang Jian de dirigir la invasió, però Wang no creia que era el moment idoni per atacar i es va negar. La primera invasió va ser un desastre, quan 200.000 tropes de Qin van ser derrotats per 500.000 tropes de Chu en el territori desconegut de Huaiyang, avui en dia el nord de les províncies de Jiangsu i Anhui. El general de Qin en eixa batalla va ser Li Xing.
El 224 aEC, Wang Jian va ser convocat de nou i finalment acceptà liderar la segona força d'invasió, demanant i rebent una força de 600.000 homes. La moral de Chu havia augmentat en gran manera després del seu èxit derrotant un poderós exèrcit de Qin durant l'any anterior. Les forces de Chu aquesta vegada es van acontentar a defensar i esperaren un setge. Això no obstant, Wang Jian va enganyar l'exèrcit de Chu fent semblar que hi havia inactivitat en les seves fortificacions, però en secret entrenant a les seves tropes per combatre en territori Chu. Després d'un any, Chu van decidir desbandar-se a causa de la inacció. Wang Jian llavors va envair i infestar Huaiyang i la resta de les forces de Chu. Xiang Yan, el general de Chu, va aconseguir resistir i ocasionar baixes a Wang Jian fins que el Rei Fuchu de Chu Fuchu rei de Chu va ser mort pel segon al comandament de Wang Jian, Meng Wu, el pare de Meng Tian. Més tard Xiang Yan es va suïcidar. Chu va ser finalment conquerida en el 223 aEC. Durant els seus moments àlgids, els exèrcits de Chu i Qin combinats es comptaven per més d'1.000.000 tropes, més que els nombres de la campanya massiva a Changping entre Qin i Zhao 35 anys abans. Les cartes personals desenterrades de dos soldats regulars de Qin, Hei Fu {黑夫} i Jin {惊}, registren d'una perllongada campanya a Huaiyang sota el general Wang Jian. Tots dos soldats van escriure cartes de sol·licitud de subministraments (roba) i diners de casa seva per alimentar-se durant la campanya de llarga espera.